# West Point (Californie)
West Point est une census-designated place du comté de Calaveras, dans l'État de Californie, aux États-Unis,. En 2020, elle compte une population de 688 habitants.